# José Francelino do Paraíso
José Francelino do Paraíso - ( ?-1952) - Babalorixá do Xambá. Com sua primeira esposa, Petronila Maria do Paraíso, foi o pai de quatro filhas, Donatila (Mãe Tila), Severina (Mãe Biu), Maria e Antônia. Ficando viúvo, casa-se com Maria do Carmo (Madrasta), irmã de Maria Oiá, sendo pais de Maria José (Tia Betinha), Maria Luíza (Tia Luíza), Luiz de França (Tio Luiz), Maria de Lourdes (Tia Lourdes), Bartolomeu e Juvenal.
Filho de Ogum, foi o primeiro iaô, iniciado em 1932, e também o primeiro Padrinho da Casa de Maria Oiá. Na reabertura do Terreiro, em 1950, sob a direção de Mãe Biu, continuou como Padrinho.